# Alfoxton House
Alfoxton House, aussi appelée Alfoxton Park ou Alfoxden, est une maison de campagne du XVIIIe siècle située à Holford, dans le Somerset (Angleterre), dans l’Area of Outstanding Natural Beauty des  Quantock Hills. La bâtiment actuel a été reconstruit en 1710 après la destruction du précédent par un incendie.

## Histoire
Le poète William Wordsworth et sa sœur Dorothy ont vécu à Alfoxton House de juillet 1797 à juin 1798, à l'époque de leur amitié avec Samuel Taylor Coleridge. Dorothy y commença un journal en janvier 1798 mais en cessa la rédaction deux mois plus tard, pour la reprendre après l'installation du couple dans  le Lake District. Il fut publié de manière posthume en deux volumes intitulés The Alfoxden Journal, 1798 et The Grasmere Journals, 1800-1803.
Au XIXe siècle, les fenêtres et le toit du bâtiment furent refaits. Le bâtiment a été substantiellement modifié et agrandi depuis l'époque des Wordsworth pour être transformé en hôtel. L'English Heritage l'a classé Grade II.
Pendant le Seconde Guerre mondiale, dans le cadre des évacuations de civils, y logèrent des élèves de la Wellington House Preparatory School de Westgate-on-Sea (Kent). La maison fut ensuite utilisée comme hôtel, puis laissée à l'abandon, et enfin achetée en janvier 2018. Elle fut remise en vente (avec 50 acres de terrain) en juillet 2018. En 2020 elle a été achetée par l'Alfoxton Park Trust pour être utilisée comme centre de retraite par la Communauté bouddhiste Triratna.

## Le bâtiment
Alfoxton House a été construite au XVIIIe siècle en moellons enduits. Le bâtiment principal comprend deux étages, et un grenier avec des lucarnes. La façade comprend un porche central entouré de colonnes, d'une frise et d'une corniche de style dorique. Attenante au bâtiment principal, sur la gauche, une ancienne orangerie a un toit pentu donnant sur une véranda. Sur le mur sont représentées les armoiries de la famille St Albyn qui posséda la maison de longues années durant.